# Михул, Александру

Слева направо: акад. В. И. Векслер, Дин Дацао (Китай), Ким Хи Ин (Корея), Нгуен Дин Ты (Вьетнам), А. Михул (Румыния)

Александру Михул (рум. Alexandru Mihul) ― румынский физик, соавтор научного открытия «Антисигма-минус-гиперон».
Родился 1 июня 1928 в Яссах в семье физиков.
Окончил Политехнический институт в г. Яссы (1950), в Ясском университете защитил докторскую диссертацию (1957).
В 1950—1952 гг. инженер в железнодорожной компании.
В 1957—1962 гг. и с 1970 по 1975 г. вице-директор ОИЯИ (г. Дубна).
В 1962—1970 гг. начальник отдела Института ядерной физики (Бухарест).
С 1970 г. профессор Бухарестского университета. С 1998 г. профессор-консультант.
Автор научных работ в области физики элементарных частиц. Соавтор открытия «Антисигма-минус-гиперон» (номер и дата приоритета: № 59 от 24 марта 1960 г.).
Член Американского физического общества (1976).
Умер 5 ноября 2015 года.
Сочинения:
- Interacţiile particulelor elementare şi ale sistemelor nucleare: material pentru perfecţionarea profesorilor. — 1987. — 146 с.
- Probleme de fizica particulelor elementare la energii înalte / Tatiana Beşliu, Alexandru Mihul. — Editura tehnică, 1971. — 148 с.
- Деление γ238 μ-мезонами / А. К. Михул, М. Г. Петрашку. — Дубна : [б. и.], 1958. — 8 с. : черт. с. — (Издания / Объединенный ин-т ядерных исследований. Лаборатория ядерных проблем; Р-223).